# ارزش شهرت
«ارزش شهرت» (به انگلیسی: Price of Fame) ترانه‌ای از خواننده و ترانه‌نویس اهل ایالات متحده آمریکا مایکل جکسون است. در ابتدا برنامه‌ریزی شده بود که ترانه موضوع تبلیغات پپسی باشد اما نسخه ویرایش شده «بد (ترانه)» جایگزین آن شد. ترانه در آلبوم بد ۲۵ منتشر شد. بعداً نسخه پپسی در سال ۲۰۱۵ به‌صورت آنلاین منتشر شد.